# Maria Walliser
Maria Walliser (* 27. Mai 1963 in Mosnang) ist eine ehemalige Schweizer Skirennfahrerin.

## Werdegang
Zwar gelangen ihr schon am 3. Dezember 1980 mit Rang 9 in der Abfahrt zum Saisonauftakt in Val-d’Isère die ersten Weltcuppunkte, in der Kombinationswertung von Zwiesel am 3./4. Februar 1981 kam sie sogar auf Rang 2, zudem überraschend auf Rang 3 im Slalom beim Final von Wangs-Pizol am 24. März 1981, trotzdem erweckte sie das erste grosse mediale Interesse erst anlässlich der Skiweltmeisterschaften 1982 in Schladming (sprich: Haus im Ennstal, wo die Damenwettbewerbe ausgetragen wurden): Sie gewann am 31. Januar die Kombinations-Abfahrt.
In ihrer Laufbahn gewann sie zwischen 1983 und 1990 insgesamt 25 Weltcuprennen und gehört damit zu den 20 erfolgreichsten Skirennfahrerinnen aller Zeiten. Ausser im Slalom konnte sie in allen Disziplinen gewinnen. Ihren ersten Sieg feierte sie 1983 in der Abfahrt von Megève. Bei den Olympischen Spielen 1984 in Sarajevo gewann sie hinter Michela Figini die Silbermedaille. In den Jahren 1986 und 1987 gewann sie den Gesamtweltcup zweimal. Ebenfalls holte sie sich den Abfahrtsweltcup 1984 und 1986 sowie den Super-G-Weltcup 1987.
Höhepunkt ihrer Karriere war der Gewinn der Goldmedaillen in der Abfahrt und im Super-G sowie die Bronzemedaille im Riesenslalom bei den Skiweltmeisterschaften 1987 in Crans-Montana. Den Sieg in der Abfahrt wiederholte sie bei den Skiweltmeisterschaften 1989 in Vail vor Karen Percy und Karin Dedler. In den Jahren 1986 und 1987 wurde Walliser zur Schweizer Sportlerin des Jahres gewählt, 1986 wurde sie von der Internationalen Vereinigung der Ski-Journalisten (AIJS) mit dem Skieur d’Or ausgezeichnet. Im März 1990 erklärte Walliser ihre aktive Karriere für beendet.
Nach dem Rücktritt heiratete sie ihren Partner Guido Anesini. Seit Ende ihrer Karriere betätigt sie sich im Weinbau und ist seit dem Jahr 2000 Präsidentin der Stiftung Folsäure Offensive Schweiz. Dies steht stark im Zusammenhang mit ihrer eigenen Tochter, die 1991 mit Spina bifida geboren wurde.
Das Heim der Familie befindet sich in Malans. Maria Walliser gehört dem Verwaltungsrat eines Ausrüsters bei Swiss-Ski an, und sie war als Koordinatorin eines Nachwuchsteams tätig. Ihre zweite Tochter Noemi ist im Skisport aktiv.

## Sportliche Erfolge

### Olympische Spiele
- Sarajevo 1984: 2. Abfahrt
- Calgary 1988: 3. Riesenslalom, 3. Kombination, 4. Abfahrt, 6. Super-G

### Weltmeisterschaften
- Schladming 1982: 11. Kombination, 12. Abfahrt
- Bormio 1985: 6. Abfahrt, 8. Riesenslalom
- Crans-Montana 1987: 1. Abfahrt, 1. Super-G, 3. Riesenslalom
- Vail 1989: 1. Abfahrt, 4. Super-G, 4. Kombination

### Weltcupwertungen
Maria Walliser gewann in den Saisons 1985/86 und 1986/87 den Gesamtweltcup. Hinzu kommen fünf Siege in Disziplinenwertungen (zweimal Abfahrt, je einmal Super-G, Riesenslalom und Kombination).
| Saison  | Gesamt | Gesamt | Abfahrt | Abfahrt | Super-G | Super-G | Riesenslalom | Riesenslalom | Slalom | Slalom | Kombination | Kombination |
| Saison  | Platz  | Punkte | Platz   | Punkte  | Platz   | Punkte  | Platz        | Punkte       | Platz  | Punkte | Platz       | Punkte      |
| ------- | ------ | ------ | ------- | ------- | ------- | ------- | ------------ | ------------ | ------ | ------ | ----------- | ----------- |
| 1980/81 | 12.    | 112    | 11.     | 41      | –       | –       | 18.          | 14           | 19.    | 22     | 8.          | 35          |
| 1981/82 | 17.    | 75     | 8.      | 59      | –       | –       | 25.          | 12           | 32.    | 4      | –           | –           |
| 1982/83 | 5.     | 135    | 2.      | 97      | –       | –       | 10.          | 40           | –      | –      | 18.         | 11          |
| 1983/84 | 8.     | 131    | 1.      | 95      | –       | –       | 18.          | 24           | –      | –      | 8.          | 43          |
| 1984/85 | 3.     | 197    | 2.      | 81      | –       | –       | 4.           | 87           | 41.    | 2      | 3.          | 50          |
| 1985/86 | 1.     | 287    | 1.      | 115     | 10.     | 24      | 4.           | 76           | 40.    | 2      | 1.          | 70          |
| 1986/87 | 1.     | 269    | 2.      | 90      | 1.      | 82      | 1.           | 120          | –      | –      | 4.          | 12          |
| 1987/88 | 7.     | 143    | 3.      | 82      | 24.     | 5       | 8.           | 40           | –      | –      | 6.          | 16          |
| 1988/89 | 2.     | 261    | 2.      | 142     | 6.      | 27      | 3.           | 87           | –      | –      | 18.         | 5           |
| 1989/90 | 4.     | 227    | 5.      | 99      | 5.      | 56      | 6.           | 55           | –      | –      | 7.          | 17          |

### Weltcupsiege
Walliser gewann 25 Weltcuprennen, davon 14 Abfahrten, 6 Riesenslaloms, 3 Super-G und 2 Kombinationen.
| Datum             | Ort               | Land        |
| ----------------- | ----------------- | ----------- |
| 21. Januar 1983   | Megève            | Frankreich  |
| 5. Februar 1983   | Sarajevo          | Jugoslawien |
| 3. Dezember 1983  | Val-d’Isère       | Frankreich  |
| 21. Januar 1984   | Verbier           | Schweiz     |
| 8. März 1985      | Sunshine          | Kanada      |
| 11. Januar 1986   | Bad Gastein       | Österreich  |
| 1. März 1986      | Furano            | Japan       |
| 8. März 1986      | Sunshine          | Kanada      |
| 4. Dezember 1987  | Val-d’Isère       | Frankreich  |
| 16. Januar 1988   | Zinal             | Schweiz     |
| 15. Dezember 1988 | Zauchensee        | Österreich  |
| 13. Januar 1989   | Tignes            | Frankreich  |
| 9. Dezember 1989  | Steamboat Springs | USA         |
| 13. Januar 1990   | Haus im Ennstal   | Österreich  |

| Datum             | Ort                  | Land       |
| ----------------- | -------------------- | ---------- |
| 14. Dezember 1986 | Val-d’Isère          | Frankreich |
| 6. Januar 1987    | Saalbach-Hinterglemm | Österreich |
| 15. März 1987     | Vail                 | USA        |

| Datum             | Ort            | Land        |
| ----------------- | -------------- | ----------- |
| 5. Februar 1986   | Valzoldana     | Italien     |
| 20. Dezember 1986 | Valzoldana     | Italien     |
| 18. Januar 1987   | Bischofswiesen | Deutschland |
| 27. Februar 1987  | Zwiesel        | Deutschland |
| 22. März 1987     | Sarajevo       | Jugoslawien |
| 4. März 1989      | Furano         | Japan       |

| Datum           | Ort        | Land       |
| --------------- | ---------- | ---------- |
| 12. Januar 1986 | Badgastein | Österreich |
| 9. März 1986    | Sunshine   | Kanada     |

### Weitere Erfolge
- 6 Schweizer Meistertitel:
  - Abfahrt: 1987
  - Super-G: 1990
  - Riesenslalom: 1985
  - Kombination: 1985, 1986, 1987

## Auszeichnungen
- 1986 und 1987: Schweizer Sportlerin des Jahres
- 1986: Skieur d’Or